# カール・アントン・フォン・ホーエンツォレルン＝ジグマリンゲン (1868-1919)
カール・アントン・フォン・ホーエンツォレルン＝ジグマリンゲン（Karl Anton von Hohenzollern-Sigmaringen, 1868年9月1日 - 1919年2月21日）は、ホーエンツォレルン＝ジグマリンゲン侯家の公子。全名はカール・アントン・フリードリヒ・ヴィルヘルム・ルートヴィヒ（Karl Anton Friedrich Wilhelm Ludwig）。ホーエンツォレルン侯レオポルトの三男。

## 生涯
1868年9月1日、ホーエンツォレルン＝ジグマリンゲン侯世子であったレオポルトと、その妻でポルトガル女王マリア2世の王女であったアントニアの間に第三子として、プロイセン王国ホーエンツォレルン州（現ドイツ連邦共和国バーデン＝ヴュルテンベルク州ジグマリンゲン郡）のジグマリンゲンで生まれた。兄にホーエンツォレルン侯を嗣いだヴィルヘルムとルーマニア王となったフェルディナントがいる。
1919年2月21日、ドイツ国プロイセン自由州ライン州マイエン郡ナメディ（Namedy、現ドイツ連邦共和国ラインラント＝プファルツ州マイエン＝コブレンツ郡アンダーナハ）で死去した。

## 子女
カール・アントンは、1894年5月28日にブリュッセルでフランドル伯フィリップの娘で母方の従妹にあたるジョゼフィーヌと結婚した。二人の間には以下の一男三女が生まれた。
- シュテファニー・ヨゼフィーネ・カロラ・フィリッピーネ・レオポルディーネ・マリー （1895年 - 1975年、フッガー・フォン・グレト伯ヨーゼフ＝エルンストと結婚）
- マリー＝アントニエッテ・ヴィルヘルミーネ・アウグステ・ヴィクトリア （1896年 - 1965年、Egon Eyrl von und zu Waldgries und Liebenaich男爵と結婚）
- アルブレヒト・ルートヴィヒ・レオポルト・タッシロ （1898年 - 1977年）
- ヘンリエッテ・レオポルディーネ・ヴィルヘルミーネ （1907年9月29日 - 1907年10月3日）